# 阿拉拉
阿拉拉始建于1961年，是位于巴西东部帕拉伊巴的一座城市，人口12,356（2007年）。
30°02′21″S 52°53′38″W / 30.03917°S 52.89389°W